# Lawrence Kohlberg
Lawrence Kohlberg (25 de octubre de 1927-19 de enero de 1987) fue un psicólogo estadounidense. Obtuvo en Chicago el título de “Bachelor of Arts” y el doctorado en filosofía. En 1958 presentó su tesis doctoral acerca del desarrollo del juicio moral.
Prestó servicios de docencia en la Universidad de Chicago y Yale. En 1968 se incorpora a la Universidad de Harvard, donde permanece hasta 1987. En esta universidad desarrolla la parte más importante de su reflexión acerca del desarrollo moral y de la autonomía. Para su investigación retomó gran parte de las aportaciones de Jean Piaget al estudio de la moral dentro de la Psicología. Su trabajo se continuó en el “Centro para el Desarrollo y la Educación Moral” fundado por él en Harvard. Murió en circunstancias dramáticas, quizá con un gesto que puede ser interpretado como un suicidio, debido en parte a una forma de depresión que le aquejaba desde hacía tiempo.

## Teoría del desarrollo moral
Kohlberg consideraba esencial comprender la estructura del razonamiento frente a los problemas de carácter moral. En sus investigaciones no se centra en los valores específicos sino en los razonamientos morales, es decir, para elegir una u otra acción. Son los aspectos formales del pensamiento moral los que interesan a Kohlberg. 
Comenzó su trabajo recogiendo material hacia 1960; básicamente presentaba a la gente “dilemas morales”, es decir, casos conflictivos de decisión y clasificaba las respuestas que obtenía. Mediante este procedimiento llegó a describir seis etapas que corresponden a tres niveles distintos de razonamiento moral. El autor sostiene que la secuencia de etapas es necesaria, y no depende de las diferencias culturales, ya que obtuvo los mismos resultados en México, Estados Unidos y Taiwán. Según los datos recogidos, sólo el 25% de los adultos llegarían al tercer nivel; el estado 6 sería alcanzado solo por el 5% de los adultos.
Ver Teoría del desarrollo moral
Sigue en cierto modo la línea de Piaget, incluyendo el estudio moral de los adolescentes con nuevas etapas y evaluarlas. El desarrollo moral es necesario pero no suficiente, es decir, no hay que seguir los principios morales si no los entiende. Además, puede razonar según principios morales, aunque en la práctica no los lleve a cabo presentando hipótesis.
Se divide en etapas de juicio moral:
- Preconvencional: Se basa según recompensas y castigos siguiendo a una autoridad. Además, dentro de esta nos encontramos una moralidad heterónoma, en la que se presenta esa dificultad para encontrar los motivos en lo bueno y lo malo y también nos encontramos un individualismo, finalidad instrumental e intercambio en la consciencia de distintos puntos de vista. puesto que una acción es correcta si actúa según sus intereses con una reciprocidad intercambio de favores.
-Dilemas morales, es decir elegir un opción según las consecuencias y para saber las razones de dicha elección lleva a cabo un experimento. Este experimento el cual consiste en ayudar a una persona o romper la ley y para ello tiene dos opciones:
Rompe la ley y le ayuda/ no ayuda y no rompe la ley
-Convencional: Motivación según las prescripciones morales según las normas y leyes del sistema externo. De forma interna entiende y asume.
-Post-convencional: Más allá de la sociedad. Abstractos y universales, ya que reconoce un conflicto según criterios sociales. Control interno y decisión según lo interno se juzga.
Control social: son conscientes de que cualquier regla puede ser uno de los posibles creando alternativas. Las reglas son criterios flexibles que se pueden cambiar según la moral de cada persona.
Principios éticos universales: son abstractos y éticos, ya que son los que se eligen para uno mismo.
No olvidar el concepto de comunidad justa, en la que se crea una pequeña comunidad para una práctica democrática y se juzga según la justicia, pero pudiendo los niños expresarse, etc

## Controversias
Muchos psicólogos están de acuerdo con las ideas de Kohlberg, aunque los hallazgos todavía no son definitivos. 
Además se discute si las etapas del desarrollo moral siempre siguen el mismo orden. Algunos psicólogos sostienen que las etapas iniciales parecen hacerlo, pero las últimas están sujetas a cambios. 
Un punto muy discutido es si las etapas del desarrollo moral son aplicables a todas las culturas; muchos teóricos sostienen que las etapas morales descritas son sólo aplicables a los hombres occidentales que viven en una sociedad tecnológica.
La principal objeción a esta teoría proviene de Carol Gilligan y tiene relación con las diferencias en los supuestos morales entre los hombres y las mujeres. Gilligan, quien fue una de las colaboradoras de Kohlberg en sus investigaciones, sostiene que al responder dilemas morales, las preocupaciones y justificaciones de muchas mujeres caían fuera del sistema. Gilligan sostiene que esto se debe a que en lugar de concentrarse en la verdad y la justicia como hacen los hombres, las mujeres hablan sobre relaciones. Muchas veces los juicios de las mujeres sobre la moralidad dependían de problemas de responsabilidad y cuidado, en lugar de la justicia y la verdad.